# Informativität
Informativität ist ein wissenschaftlicher Fachbegriff der Linguistik, der Informationswissenschaft und der Informatik.

## Linguistik
In der Linguistik ist Informativität ein Kriterium der Textualität nach Robert-Alain de Beaugrande und Wolfgang U. Dressler. Ein Text ist genau dann informativ, wenn er für den Rezipienten neue Informationen bringt. Die damit verbundene Unerwartetheit für den Textrezipienten erhöht dessen Aufmerksamkeit, sofern das neue Wissen auf vorhandenem Wissen aufbauen kann. Diskontinuitäten (fehlende Information) und Diskrepanzen (widersprüchliche Information) stören die Aufnahme von Informationen, weil der Textrezipient die Information im vorhandenen Wissen nicht richtig einordnen kann. Die Größe Informativität ist also in hohem Maße von den Erwartungen und Wissensvoraussetzungen der Rezipierenden abhängig, so z. B. von deren Vorwissen. Und sie ist auch abhängig von Faktoren wie beispielsweise der verwendeten Textsorte.
Weitere Parameter, die die Informativität eines Textes bestimmen, sind:
- Fakten (Standardfälle)
- Glaubenssysteme (Überzeugungen/Einstellungen)
- Negation
- Bestimmtheit/Unbestimmtheit im Gebrauch der Artikel.